# Noreppa priene
Noreppa priene är en fjärilsart som beskrevs av William Chapman Hewitson 1859. Noreppa priene ingår i släktet Noreppa och familjen praktfjärilar. Inga underarter finns listade i Catalogue of Life.